# Terry Atkinson
Terry Atkinson (nascut el 16 de juliol de 1939) és un artista anglès.
Atkinson va néixer a Thurnscoe, prop de Barnsley al comtat de Yorkshire. El 1967 va començar a ensenyar art a l'Escola d'Art de Coventry, mentre que comença produir obres d'art conceptual, de vegades en col·laboració amb Michael Baldwin. El 1968, juntament amb Harold Hurrell i David Bainbridge, que també va ensenyar a Coventry, van formar Art & Language, un grup que va tenir una àmplia influència en altres artistes, tant al Regne Unit i als Estats Units. Amb els seus col·legues John Bowstead, Jeff Jennings, Roger i Bernard, Atkinson va fundar el grup Fine-Artz (1963), un col·lectius influent de l'art contemporani occidental. Amb David Bainbridge, Michael Baldwin i Harold Hurrell el 1968 va crear el grup Art & Language, que ha tingut un paper central en l'emergència de l'art conceptual. Va abandonar el grup el 1974. A l'apogeu, el grup unia més de trenta rtistes. Van publicar la revista Art-Language (1969-1985) que reflexionava sobre els problemes teòrics de l’art conceptual.
Atkinson va deixar d'ensenyar a Coventry el 1973 i l'any següent va deixar Art & Language. Des de llavors ha exposat amb el seu nom propi, fins i tot a la Biennal de Venècia 1984. El 1985 va ser nominat per al Premi Turner.
Atkinson va ensenyar art a la Universitat de Leeds i hi queda membre sènior de l'Escola de Belles Arts, Història de l'Art i Estudis Culturals. El 2003, a l'ocasió d'una retrospectiva a Atenes va dir sobre el seu art: «La meva obra dels darrers 40 anys […] té una preocupació característica, la fer una crítica de l'art més aviat que no pas una celebració».